# Bijela murva
Bijela murva (bijeli dud, lat. Morus alba) je brzo rastuće srednje veliko drvo kuglaste krošnje, srednje dugog životnog vijeka, koje naraste do nekih 20 metara visine, tj. nešto više nego crna murva.  Pradomovina ovog stabla je sjeverna Kina, a danas je posvuda rasprostranjena. Listovi su nazubljeni i prema vrhu oštri, mogu biti i do 30 cm dugački premda su najčešće između 5 i 15 cm. Lišće u hladnijim predjelima otpada zimi, a u toplim predjelima ovo stablo je vazdazeleno. Cvjetovi su jednospolni, a na stablu su prisutni cvjetovi oba spola, muški veličine 2–3,5 cm, a ženski nešto manji (1–2 cm). Plodovi su jagodastog oblika, bjelkaste do roza boje, veličine 1,5–2 cm. Beru se od lipnja do kolovoza. Razne ptice konzumiraju plodove što omogućava širenje sjemenki.

## Uzgoj
Uzgoj bijele murve za potrebe proizvodnje svile je počeo prije 4000 godina u Kini. Danas je u Kini oko 6,260 km² posađeno bijelom murvom. U Indiji je također rasprostranjena i to na oko 2,820 km². Uzgoj je raširen i na druge krajeve svijeta, a u SAD su je za potrebe uzgoja križali s crvenom murvom, dobivajući poseban hibrid. Zbog toga je stavljena na popis invazivnih vrsta u dijelovima Sjeverne Amerike.

## Uporaba
Lišće bijele murve je glavna hrana ličinki dudovog svilca, ali se isto tako upotrebljava i u ishrani domaćih životinja. Plodovi imaju široku uporabu, od konzumacije sirovih plodova ili preradom. Plod bijele murve sadrži slobodne organske kiseline, vitamin C, karotin, pektin, invertni šećer, sluz, gume i smolu.
Prerađen plod bijele murve pomaže kod upale krajnika, želučanih problema, groznice i proljeva, a koristi se i za tretman groznice, glavobolju, upale očiju, kašlja,...U tradicionalnoj kineskoj medicini koriste se i kora, te listovi i mlade grančice ove biljke.

## Ime
U Hrvatskoj u uporabi je i naziv bijeli dud koji dolazi iz turskog jezika (tur. dut), te se udomaćio u većem dijelu Hrvatske. Bijela murva je hrvatski naziv za ovu biljku a porijeklom iz latinskog (morum), od čega je u Poljskoj, nastao naziv morwa.

## Vanjske poveznice
|  | Zajednički poslužitelj ima stranicu o temi Bijela murva    |
|  | Zajednički poslužitelj ima još gradiva o temi Bijela murva |
|  | Wikivrste imaju podatke o taksonu Bijeloj murvi            |

- U.S. Forest Service Invasive Species Weed of the Week
- USDA GRIN White Mulberry  Arhivirana inačica izvorne stranice od 10. svibnja 2010. (Wayback Machine)
- Diagnostic photos, Morton Arboretum acc. 380*82-1
- USDA NRCS Plants Profile, Morus alba